# Zimmerbach
Zimmerbach là một xã trong tỉnh Haut-Rhin, vùng Grand Est ở đông bắc Pháp. Xã này có diện tích 2,26 km², dân số năm 1999 là 904 người. Khu vực này có độ cao 300 mét trên mực nước biển.